# Legislatura de Texas
La Legislatura de Texas (en inglés: Texas Legislature) es la legislatura estatal (órgano encargado del Poder legislativo) del estado de Texas, en Estados Unidos. Es un organismo bicameral compuesto por el Senado, de 31 miembros y la Cámara de Representantes, de 150 miembros. La legislatura estatal se reúne en el Capitolio del Estado, en Austin. Es un brazo poderoso del gobierno de Texas no solo por su poder de bolsillo para controlar y dirigir las actividades del gobierno estatal y las fuertes conexiones constitucionales entre este y el vicegobernador de Texas, sino también por el ejecutivo plural de Texas.
La Legislatura de Texas es el órgano sucesor constitucional del Congreso de la República de Texas, desde la entrada de Texas en la Unión en 1845. La Legislatura celebró su primera sesión ordinaria del 16 de febrero al 13 de mayo de 1846.

## Estructura y operaciones
La Legislatura de Texas se reúne en sesión regular el segundo martes de enero de cada año impar. La Constitución de Texas limita la sesión regular a 140 días calendario. El vicegobernador, elegido en todo el estado por separado del gobernador, preside el Senado, mientras que el presidente de la Cámara es elegido de ese cuerpo por sus miembros. Ambos tienen una amplia libertad para elegir la membresía del comité en sus respectivas cámaras y tienen un gran impacto en la elaboración de leyes en el estado.
Solo el gobernador puede convocar a la legislatura a sesiones especiales, a diferencia de otros estados donde la legislatura puede convocar a sesiones. El gobernador puede convocar tantas sesiones como desee. Por ejemplo, el gobernador Rick Perry convocó tres sesiones consecutivas para abordar la redistribución de distritos del Congreso de Texas en 2003 . La Constitución de Texas limita la duración de cada sesión especial a 30 días; los legisladores pueden considerar sólo aquellos asuntos designados por el gobernador en su "llamado" o proclamación de convocatoria de la sesión especial (aunque el gobernador puede agregar otros asuntos durante una sesión).
Cualquier proyecto de ley aprobado por la Legislatura entra en vigor 90 días después de su aprobación, a menos que dos tercios de cada cámara voten a favor de que el proyecto de ley tenga efecto inmediato o efecto anterior. La Legislatura puede establecer una fecha de vigencia posterior al día 90. Según la práctica legislativa actual, la mayoría de los proyectos de ley tienen una fecha de vigencia del 1 de septiembre en los años impares (el 1 de septiembre es el comienzo del año fiscal del estado).
Aunque los miembros se eligen en votaciones partidistas, ambas cámaras de la Legislatura están organizadas oficialmente de manera no partidista, y los miembros de ambos partidos ocupan puestos de liderazgo, como presidencias de comités.[cita requerida] A partir de 2020, la mayoría de los miembros de cada cámara son miembros del Partido Republicano .

## Cualificaciones para el servicio
La Constitución de Texas establece los requisitos para la elección de cada cámara de la siguiente manera:
- Un senador debe tener al menos 26 años de edad, ser residente de Texas durante cinco años antes de la elección y ser residente del distrito en el que fue elegido un año antes de la elección. Cada senador sirve un término de cuatro años y la mitad de los miembros del Senado se elige cada dos años en años pares, con la excepción de que todos los escaños del Senado están disponibles para la elección de la primera legislatura después del censo decenal con el fin de reflejan los distritos recientemente rediseñados. Después de la elección inicial, el Senado se divide por sorteo en dos clases, una clase tiene una reelección después de dos años y la otra tiene una reelección después de cuatro años.
- Un representante debe tener al menos 21 años de edad, ser ciudadano de Texas durante dos años antes de la elección y ser residente del distrito del cual fue elegido un año antes de la elección. Son elegidos por mandatos de dos años y se presentan a la reelección en años pares.[3]
- Tampoco podrá, por el tiempo que fueron electos originalmente, ocupar ningún cargo civil dependiente del Estado que se haya creado durante ese período, ni para ningún cargo cuya remuneración haya sido aumentada durante dicho período. Además, los jueces (y sus secretarios) y cualquier persona que ocupe un "cargo lucrativo" bajo los Estados Unidos, este Estado o un gobierno extranjero, no pueden, mientras permanezcan en esos cargos, ser miembros de la Legislatura; los recaudadores de impuestos y aquellos a quienes se les ha confiado dinero público deben recibir una descarga por esos fondos antes de ser elegibles para la Legislatura.[4]

## Salario
Los legisladores estatales en Texas ganan $600 por mes, o $7,200 por año, más un viático de $221 por cada día que la Legislatura está en sesión (también incluidas las sesiones especiales). Eso suma $ 38,140 al año por una sesión regular (140 días), con el pago total por un período de dos años de $ 45,340. Los legisladores reciben una pensión después de ocho años de servicio, a partir de los 60 años

## Agencias de apoyo
La Legislatura de Texas tiene cinco agencias de apoyo que se encuentran dentro de la rama legislativa del gobierno estatal.
Esas cinco agencias son las siguientes:
- Junta de Presupuesto Legislativo de Texas
- Consejo Legislativo de Texas
- Biblioteca de referencia legislativa de Texas
- Auditor del Estado de Texas
- Comisión Asesora de Puesta de Sol de Texas